# Oslo-klass
Oslo-klass är en fregattklass hos den kungliga norska marinen, baserad på amerikanska flottans Dealey-klass jagare. Skrovet anpassades för att passa norska behov bättre och flera delsystem var europeiskt byggda.

## Historia
Alla fartyg byggdes på marinbasen i Horten, Norge mellan 1964 och 1966. Byggandet av fartygen var en del av marinombyggnadsprogrammet, som godkändes av den norska regeringen 1960. Halva projektkostnaderna finansierades av USA som en del av det ömsesidiga försvarsstödsprogrammet (MDAP).
I slutet av 1970-talet fick klassen ny beväpning, framförallt Pingvin sjämålsrobotar, Sea Sparrow luftvärnsrobotar och Mark 32 torpedtuber. En annan modernisering genomfördes på 1980-talet.
Under 1995 och 1996, efter att KNM Oslo hade ett motorfel, och sedan sjönk efter sjöfart i svårt väder, moderniserades resten av klassen igen. Skroven stärktes, vilket i sin tur ökade vikten med 200 ton.
Hela Oslo-klassen är nu pensionerad, med KNM Narvik bevarad som ett museum. Oslo-klassen ersattes av Fridtjof Nansen-klassens fregatter. Denna ersättning startade i mitten av 2006.

## Fartygen
Fem fregatter av denna klass byggdes. Samtliga moderniserades under perioden 1987-1990. De bär prefixet KNM (Kongelig Norske Marine, som betyder Royal Norwegian Navy ) på norska och HNoMS (hans norska majestäts skepp) på engelska.

### KNMOslo(F300)
Sjösatt: 17 januari 1964, Tagen i tjänst: 29 januari 1966, Sjönk: 25 januari 1994

Oslo gick på grund utanför Marstein fyr den 24 januari 1995 en person dog i samband med grundstötningen. Dagen därpå sjönk hon under bogsering i Korsfjorden i Hordaland fylke.

### KNMBergen(F301)
Sjösatt: 23 augusti 1965, Tagen i tjänst: 22 juni 1967, Avrustad: 3 augusti 2005

### KNMTrondheim(F302)
Sjösatt: 4 september 1964, Tagen i tjänst: 2 juni 1966, Avrustad: juni 2006

### KNMStavanger(F303)
Sjösatt: 4 februari 1966, Tagen i tjänst: 8 december 1967, Avrustad: juni 1998, Sänkt: 2001

Sänktes som skjutmål 2001.

### KNMNarvik(F304)
Sjösatt: 8 januari 1965, Tagen i tjänst: 30 november 1966, Avrustad: 1 augusti 2007